# Canthigaster compressa
Canthigaster compressa is een straalvinnige vissensoort uit de familie van kogelvissen (Tetraodontidae). De wetenschappelijke naam van de soort is voor het eerst geldig gepubliceerd in 1822 door Marion de Procé.